# 232. Infanterie-Division (Wehrmacht)
Die 232. Infanterie-Division war eine deutsche Infanteriedivision im Zweiten Weltkrieg.

## Geschichte

### Aufstellung
Die Division wurde am 26. Juni 1944 durch den Wehrkreis IX auf dem Truppenübungsplatz Wildflecken im Zuge der 27. Aufstellungswelle aufgestellt. Hierfür wurde der Stab der Schatten-Division Wildflecken herangezogen, wobei die Truppenteile der Schatten-Division kurze Zeit vorher für die Auffrischung der 715. Infanterie-Division verwendet worden waren. Das Personal der Division bestand aus älteren Jahrgängen und aus Rekonvaleszenten von der Ostfront. Sie war eine statische Division und besaß eine geringe Anzahl motorisierter Einheiten. Der Zweck der Division wurde für Einsätze im Rückwärtigen Heeresgebiet vorgesehen.

### Verlegung nach Italien
Im August 1944 war die Division zur Verfügung der Armeeabteilung Ligurien eingesetzt und stand bis Oktober 1944 in Genua. Im September/Oktober 1944 wurde die Division dem Generalkommando Lombardia zugewiesen. Anschließend kam die Division zur 14. Armee in das LI. Armeekorps. 

### Monte Castello
Das Grenadierregiment 1043 der Division konnte bei der Schlacht von Monte Castello von November 1944 bis Februar 1945 einen Sektor erfolgreich verteidigen, wobei die Division bis Kriegsende in der Region des Apennin kämpfte. 
Im Februar 1945 war die Division durch Verluste auf unter 2.600 Mann reduziert. 

### Einkesselung
Am 25. April 1945 wurde die Division mit der Armee Ligurien von den Amerikanern eingeschlossen, konnte sich aber als einzige Division aus der Umschließung befreien. 

### Kapitulation
Kurze Zeit später geriet die 232. Infanterie-Division dann aber doch im Raum zwischen Brescia und Mailand in Oberitalien im Zuge der Teilkapitulation der Heeresgruppe C in US-amerikanische Kriegsgefangenschaft.

## Kommandeur

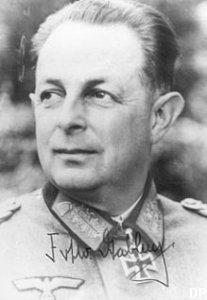
Generalleutnant Eccard Freiherr von Gablenz.

Einziger Kommandeur der Division war Generalleutnant Eccard von Gablenz.

## Kriegsverbrechen
Zur Division wurde im Gegensatz zu anderen Einheiten, welche in Italien im sogenannten „Bandengebiet“ eingesetzt wurden, lediglich die Tötung von fünf Frauen durch einen Leutnant überliefert.

## Gliederung
- Grenadier-Regiment 1043 mit zwei Bataillonen
- Grenadier-Regiment 1044 mit zwei Bataillonen
- Grenadier-Regiment 1045 mit zwei Bataillonen
- Division-Füsilier-Bataillon 232
- Artillerie-Regiment 232 mit drei Batterien
- Divisions-Einheiten (u. a. mit Panzerjäger-Kompanie, welche bis Januar 1945 zu einer Abteilung mit drei Kompanien aufgebaut wurde)